# Колибри-сапфиры
Колибри-сапфиры (лат. Hylocharis) — род птиц семейства колибри.

## Виды
Международный союз орнитологов относит к роду 2 вида:
- Золотистый сапфир Hylocharis chrysura (Shaw, 1812)
- Красногорлый сапфир Hylocharis sapphirina (Gmelin, 1788)